# A Pungent and Sexual Miasma
A Pungent and Sexual Miasma – split zespołu Cradle of Filth i Malediction. Wydawnictwo ukazało się w 1992 roku nakładem wytwórni muzycznej Mortuary Music. W odróżnieniu od Cradle of Filth, grupa Malediction uznała wydawnictwo jako oficjalne.

## Lista utworów
1. "So Violently Sick"
2. "Funeral" (nagranie z Ipswich, 13/03/1992)
3. "Dawn of Eternity" (nagranie z Bradford, 03/03/1992)
4. "Circle of Perversion"
5. "Chewing On Your Guts" (nagranie z Bradford, 03/03/1992)
6. "Loathsome Fucking Christ" (nagranie z Ipswich, 13/03/1992)
7. "Darkly Erotic"
8. "This Fetid Dank Oasis" (nagranie z Ipswich, 13/03/1992)
9. "Our Father Which Art in Earth"